# Pośrednie Jarząbkowe Siodełko
Pośrednie Jarząbkowe Siodełko (słow. Sedielko nad Nižnou Mlynárovou strážnicou, ok. 1915 m) – przełączka w masywie Młynarza w słowackich Tatrach Wysokich. Znajduje się w krótkiej wschodniej grani Jarząbkowego Zwornika, jest płytko wcięta i zarośnięta kosodrzewiną. Około 10 m na wschód od przełączki wznosi się górująca nad nią o 5 m turniczka będąca wierzchołkiem Młynarzowej Strażnicy. Na przełączkę można bez trudności wejść z Młynarzowej Ławki, z Młynarzowego Kotła i z Jarząbkowego Kotła.
Autorem nazwy przełączki jest Władysław Cywiński. Przy okazji zwraca on uwagę, że masyw Młynarza jest mało znany nie tylko taternikom, ale także autorom przewodników wspinaczkowych. Słowacka nazwa przełączki jest aż pięciowyrazowa, a spotykane w słowackiej literaturze jej tłumaczenie na język polski jako Siodełko pod Niżnim Mlynarzowym Zwornikiem błędne; Młynarzowa Strażnica nie jest bowiem zwornikiem.
Masyw Młynarza jest zamknięty dla turystów i taterników (obszar ochrony ścisłej Tatrzańskiego Parku Narodowego). Wspinaczka dopuszczalna jest tylko w masywie Małego Młynarza od 21 grudnia do 20 marca.